# NGC 1605
NGC 1605 (другое обозначение — OCL 406) — рассеянное скопление в созвездии Персея.
Этот объект входит в число перечисленных в оригинальной редакции «Нового общего каталога».
В 1961 году скопление было подробно исследовано.